# گوناگونی جانوران و گیاهان در اهلی‌شدن
کتاب گوناگونی جانوران و گیاهان در اهلی‌شدن اثر چارلز داروین است که نخستین بار در ژانویه ۱۸۶۸ منتشر شد.
بخش بزرگی از کتاب دارای اطلاعات مفصلی در بارهٔ اهلی‌کردن جانوران و گیاهان است، اما در فصل ۲۷ نیز شرحی از نظریه وراثت داروین که او آن را پانژنز (pangenesis) نامیده‌است، ارائه می‌کند.
در سال ۱۸۷۵ نسخه دوم منتشر شد که در آن داروین تعدادی ویرایش داشت و همچنین فصل یازدهم را در مورد تغییر جوانه و فصل XXVII در باره Pangenesis را دوباره کار کرد. این کتاب هرگز محبوب نشد و در طول عمر داروین تنها ۵۰۰۰ نسخه فروخت.

## نگارخانه

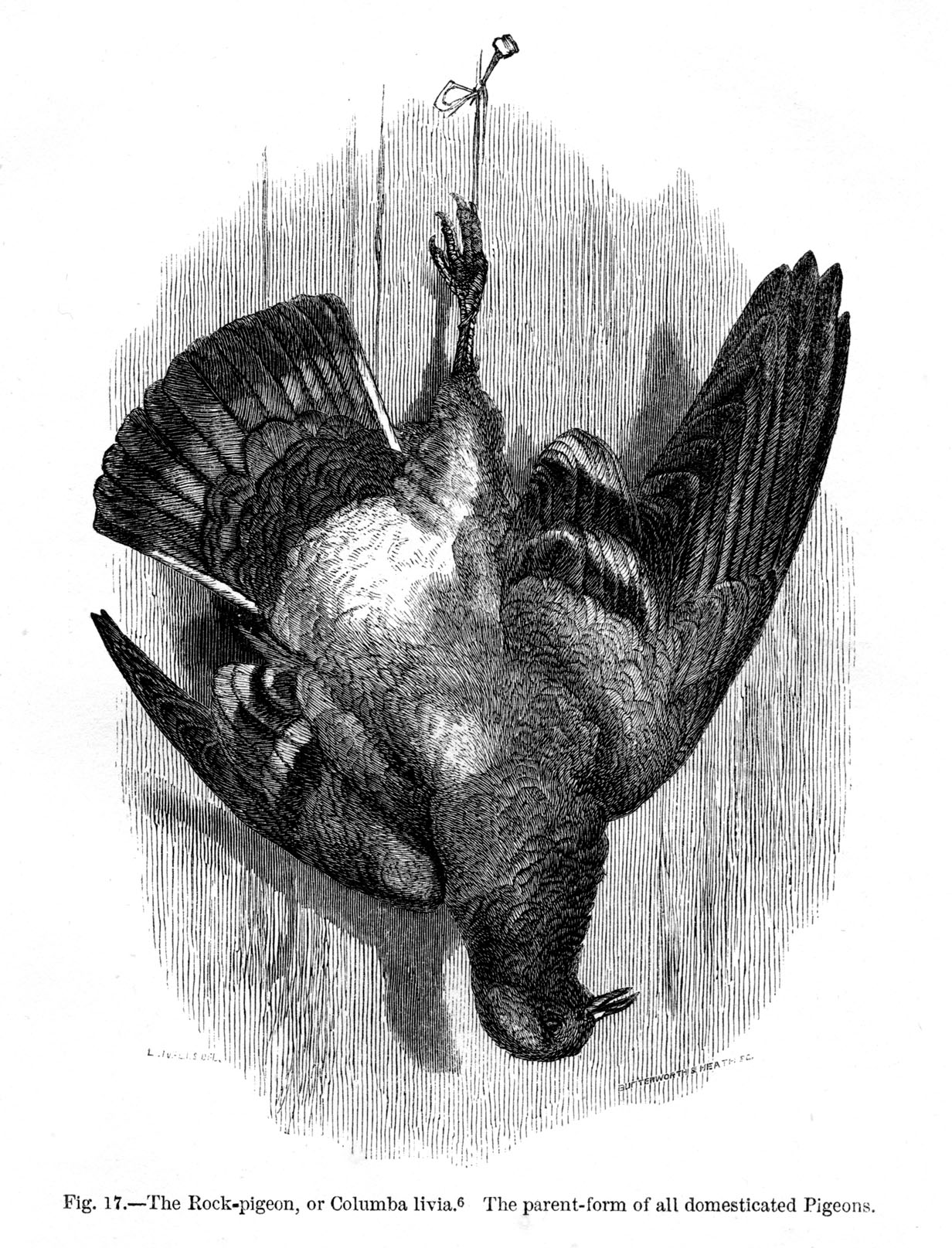
کبوتر چاهی یا Columba livia، شکل مادری همه کبوترهای اهلی
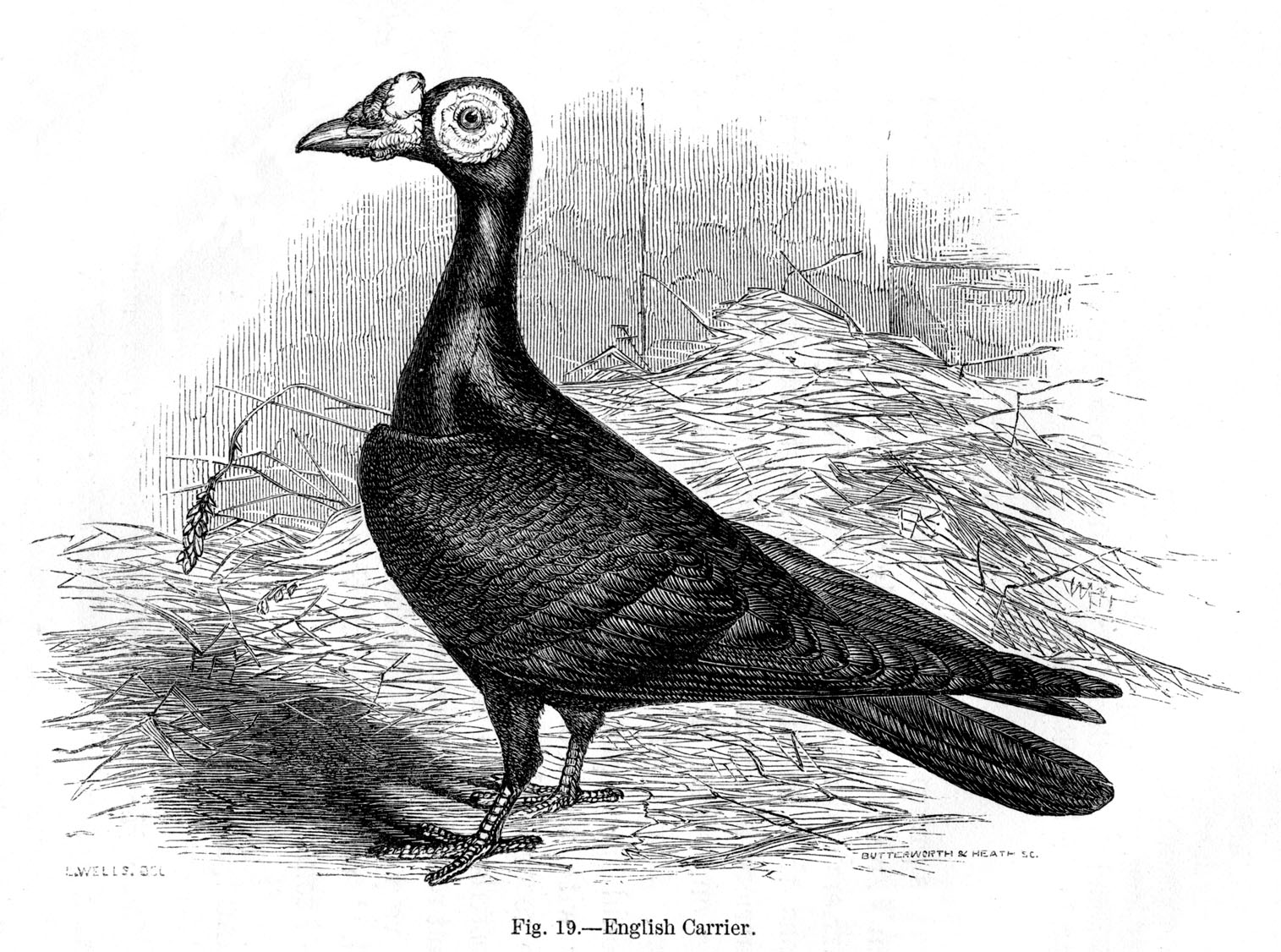
کبوتر نامه‌بر انگلیسی - یکی از چندین واریته اهلی که از Columba livia وحشی یا کبوتر چاهی به دست می‌آید.
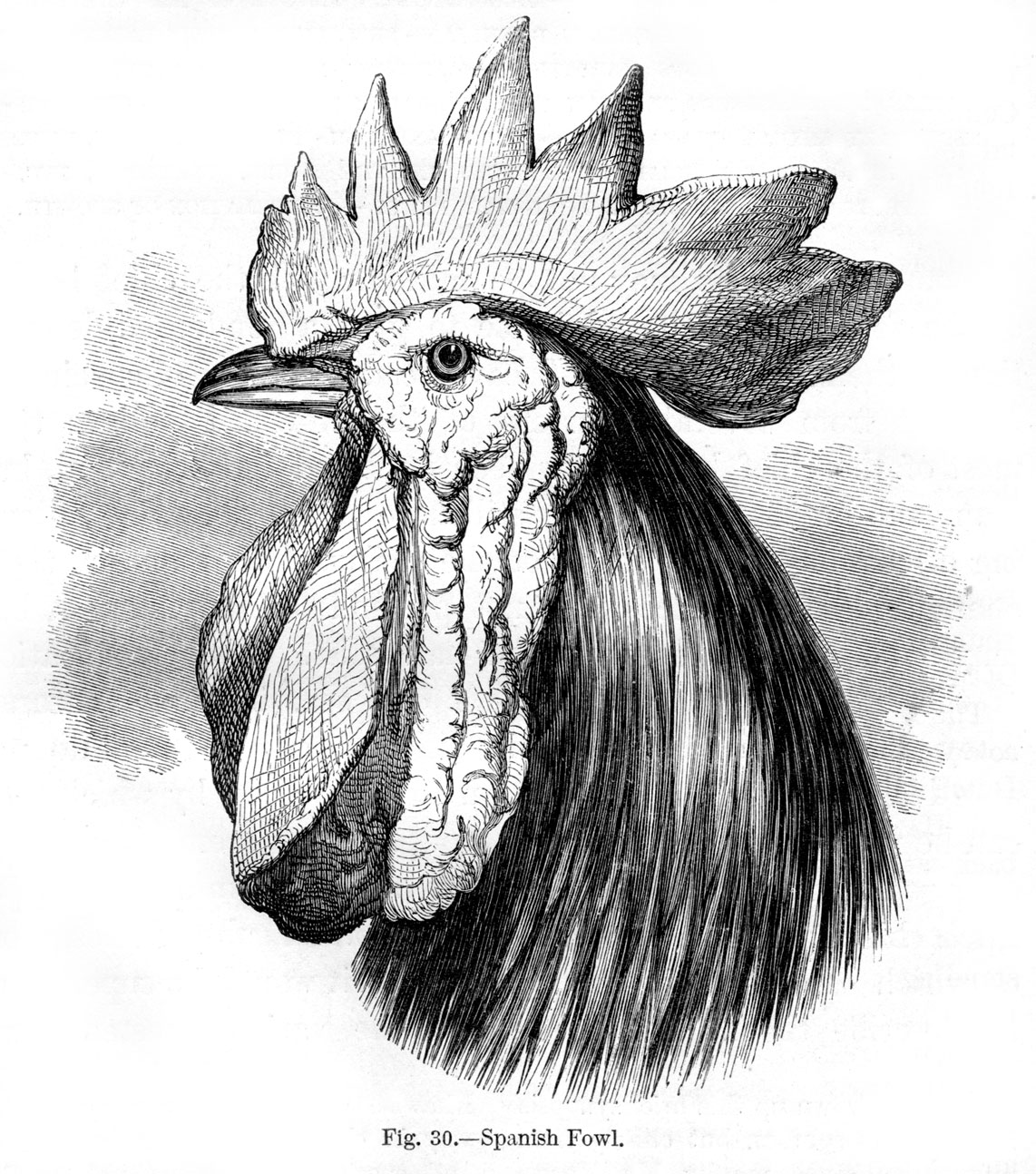
خروس اسپانیایی